# Larry Siedentop

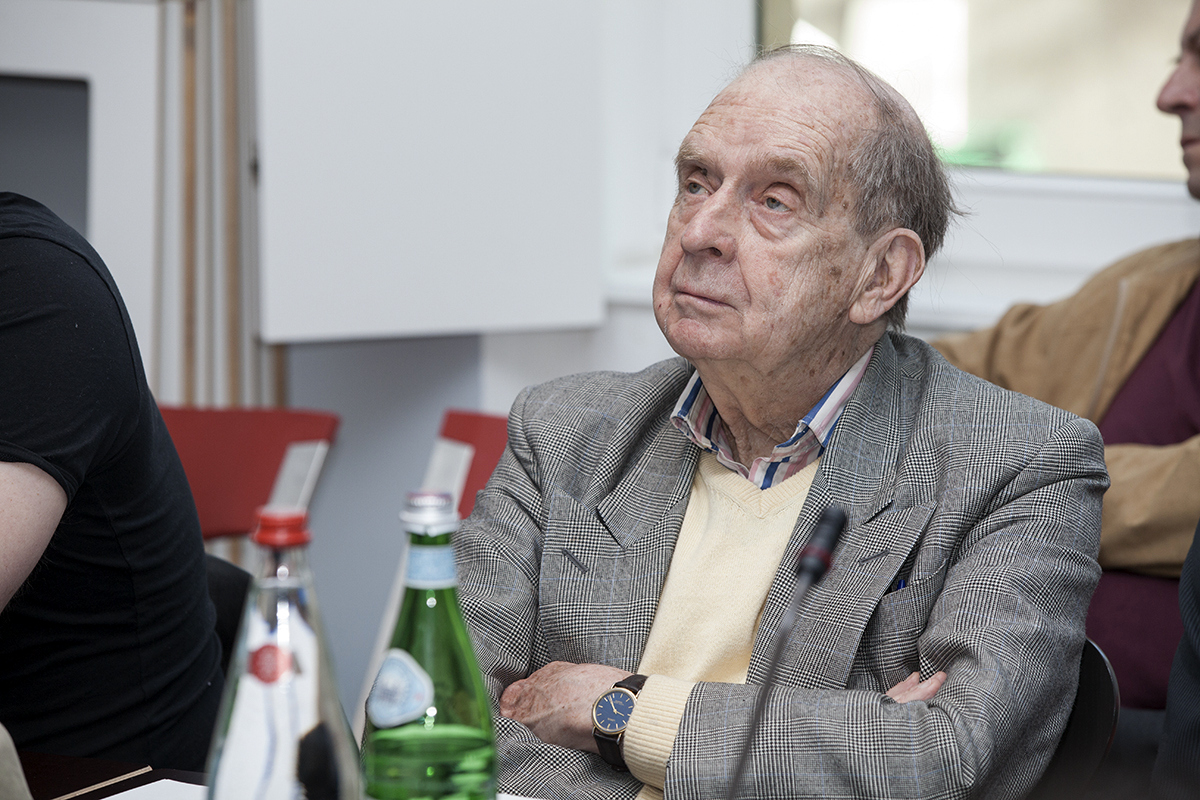
Larry Siedentop (2013)

Larry Alan Siedentop CBE (* 24. Mai 1936 in Chicago; † 13. Juni 2024) war ein US-amerikanischer Politikwissenschaftler, Historiker und Philosoph. Er war Inhaber des ersten Lehrstuhls für Ideengeschichte an der Universität von Sussex in Falmer; er lehrte als Fellow politische Philosophie am Keble College der Oxford-Universität in Oxford und verfasste grundlegende Schriften zur westlichen Demokratie.

## Leben und Wirken
Siedentop wuchs in einer niederländisch-deutschen Familie auf, die einer calvinistischen Kirche angehörte. Sein Vater Russell war Verkäufer in der Getränkefirma Sunkist, seine Mutter Dorothy, geborene Olson, war Lehrerin. Er besuchte die Downers Grove High School und studierte Geschichte am Hope College in Michigan, wo er einen Bachelor erhielt. Dann studierte er an der Universität von Harvard, und nach dem Master zog er 1948 weiter ins englische Oxford. Der Philosoph Isaiah Berlin am Magdalen College begleitete seine Doktorarbeit, wo er sich mit der Philosophie von Joseph de Maistre (1753–1821) und Maine de Biran (1766–1824) auseinandersetzte. Sie wurde 1966 unter dem Titel The Limits of Enlightenment angenommen.
Bereits 1960 wurde er Marschall Scholar, und ab 1965 arbeitete er als Fellow am Nuffield College in Oxford, danach lehrte er Ideengeschichte an der Sussex University. 1973 kehrte er nach Oxford zurück, wo er bis zu seinem Rücktritt im Jahr 2003 als Fellow am Keble College lehrte. Zudem war ein Experte und Tutor für Fragen der Philosophie, Politik und Wirtschaft.
Er beschäftigte sich besonders mit dem französischen Liberalismus des 19. Jahrhunderts und wurde ein ausgewiesener Kenner des französischen politischen Denkens. Er ist auch ein Biograph von Alexis de Tocqueville und Autor des im Jahr 2000 erschienenen Buches Democracy in Europe, das 2002 ins Deutsche übersetzt wurde. Darin vergleicht er die europäische Demokratie und Einigung mit der Entwicklung des US-amerikanischen Bundesstaates. Er wirkte auch bei der Financial Times mit. 2014 erschien sein jüngstes Werk Inventing the Individual. The Origins of Western Liberalism, das 2015 in deutscher Übersetzung auf den Markt kam. Er ist auch ein Gesellschafts- und Kulturkritiker und bemängelt die Abwesenheit von Religion in der Nachkriegszeit und das damit verbundene historische Unverständnis. Denn eine Aufgabe von Gottesdiensten und Verkündigung sei auch das Stellen von entscheidenden Grundsatzfragen gewesen.
Siedentop war unverheiratet, er starb mit 88 Jahren am 13. Juni und wurde am 4. Juli 2024 auf dem Golders Green Crematorium in London (NW11) beigesetzt.

### Die Erfindung des Individuums. Der Liberalismus und die westliche Welt
Siedentop beschreibt, begründet und belegt in seinem 476-seitigen Buch, das im Jahr 2014 erschien und 2015 in Deutsch übersetzt wurde, dass der westliche Liberalismus und Säkularismus aus christlichen Glaubensinhalten wie Gleichheit und Freiheit entstanden sei. Durch Nächstenliebe und Überzeugungskraft habe sich der christliche Glaube im spätrömischen Reich ausgebreitet und die europäische Kultur danach maßgeblich geprägt. Kirchen und Klöster hätten nebst Bildung auch Gleichheit und Individualität der Personen vorangetrieben und die antike Familienstruktur unter der autoritären Führung des Pater familias mit ihrer religiös motivierten Ungleichheit aufgebrochen. Diese über lange Zeiträume errungenen moralischen Werte würden heute durch Fundamentalismus und autoritäre Regimes gefährdet.
Siedentop verweist für die Antike vorwiegend auf das Werk Der antike Staat des französischen Historikers Fustel de Coulanges, für das Frühchristentum auf den irischen Historiker und Augustinus-Spezialisten Peter Brown und für das Mittelalter auf den französischen Schriftsteller François Guizot. Mit seinen Thesen hat er große Resonanz gefunden, einerseits durch breite Zustimmung, andererseits durch Kritik und Ablehnung. Kritiker haben ihm vorgeworfen, zu viele Sekundärquellen benutzt zu haben, doch Siedentop begründete seine Wahl der Quellen.

## Ehrungen
Siedentop wurde im Jahr 2004 zum Commander of the Order of the British Empire (CBE) ernannt. Im Jahr 2016 wurde er für seine Verdienste in den Politwissenschaften zum Ritter geschlagen (englisch: knighted). Im Jahr 2020 wurde ihm die Honorary Fellowship des Keble College verliehen.

## Schriften (Auswahl)
- Tocqueville, 1994.
- Francois Guizot, The History of Civilization in Europe. Edited with an introduction by Larry Siedentop, 1997.
- Democracy in Europe, Penguin Press 2000.
  - Demokratie in Europa, Klett-Cotta Stuttgart, 2002, ISBN 3-608-94041-3.
- Inventing the Individual: The Origins of Western Liberalism, Allen Lane, 2014, ISBN 0-713-99644-7.
  - Die Erfindung des Individuums. Der Liberalismus und die westliche Welt, Klett-Cotta, Stuttgart 2015, ISBN 978-3-608-94886-8.